# Rakkuri
Rakkuri är en sjö i Arjeplogs kommun i Lappland och ingår i Skellefteälvens huvudavrinningsområde. Sjön har en area på 0,126 kvadratkilometer och ligger 428,3 meter över havet.

## Delavrinningsområde
Rakkuri ingår i det delavrinningsområde (731667-157349) som SMHI kallar för Mynnar i 731745-157472. Medelhöjden är 532 meter över havet och ytan är 8,39 kvadratkilometer. Räknas de 2 avrinningsområdena uppströms in blir den ackumulerade arean 20,69 kvadratkilometer. Vattendraget som avvattnar avrinningsområdet har biflödesordning 3, vilket innebär att vattnet flödar genom totalt 3 vattendrag innan det når havet efter 292 kilometer. Avrinningsområdet består mestadels av skog (84 procent) och sankmarker (14 procent). Avrinningsområdet har 0,21 kvadratkilometer vattenytor vilket ger det en sjöprocent på 2,5 procent.